# چاه پنج‌تن آل‌عبا
چاه پنج‌تن آل‌عبا روستایی در دهستان جلگه ماژان بخش جلگه ماژان شهرستان خوسف استان خراسان جنوبی ایران است.

## جمعیت
بر پایه سرشماری عمومی نفوس و مسکن در سال ۱۳۹۵ جمعیت این روستا ۸۷ نفر (۲۳خانوار) بوده‌است.